# Paul Winter
Paul Winter, född 31 augusti 1939 i Altoona, Pennsylvania, är en amerikansk saxofonist och är femfaldig Grammy Award-vinnare.

## Karriär
1961, medan Winter gick på college vid Northwestern University, vann Paul Winter Sextet Intercollegiate Jazz Festival och skrev skivkontrakt med Columbia Records. 
Året efter turnerade bandet i Latinamerika som kulturambassadörer för United States State Department och gjorde 160 konserter i 23 länder. The Sextet var också det första jazzbandet som fått framträda i Vita huset.
Winter återvände till Brasilien in mitten av 1960-talet och hans intresse för brasiliansk musik ledde till hans album Rio från 1965 där Vinicius de Moraes skrev i innehållsförteckningen.
Efter att Winters band ändrat sitt namn till Paul Winter Consort i slutet av 1960-talet bidrog det med deras utveckling inom world music, new age music, space music och healing music. Consorts utgåva Icarus från 1972 var producerad av George Martin. De fyra medlemmarna Ralph Towner, Paul McCandless, Glen Moore och Collin Walcott lämnade Consort efter utgivelsen för att skapa sin egen jazzgrupp, Oregon. Consort har fortsatt att spela med flera olika musiker.

## Diskografi

### Solo
- 1978 - Common Ground
- 1980 - Callings
- 1982 - Missa Gaia/Earth Mass
- 1983 - Sun Singer
- 1985 - Canyon
- 1986 - Winter Song
- 1987 - Earthbeat
- 1990 - Earth: Voices of a Planet
- 1993 - Solstice Live!
- 1994 - Prayer for the Wild Things - (Grammy Award)
- 1997 - Canyon Lullaby

### Samarbeten
- 1964 - The Sound of Ipanema — med Carlos Lyra
- 1965 - Rio — med Luiz Bonfá, Roberto Menescal & Luíz Eça
- 1987 - Whales Alive — med Paul Halley
- 1998 - Brazilian Days — med Oscar Castro-Neves
- 1999 - Celtic Solstice — Paul Winter and Friends  - (Grammy Award)

### Paul Winter and the Earth Band
- 2000 - Journey with the Sun

### Paul Winter Consort
- 1968 - The Winter Consort
- 1969 - Something in the Wind
- 1970 - Road
- 1972 - Icarus
- 1977 - Earthdance
- 1985 - Concert for the Earth
- 1989 - Wolf Eyes
- 1990 - The Man Who Planted Trees
- 1991 - Turtle Island — med Gary Synder
- 1993 - Spanish Angel - (Grammy Award)
- 2005 - Silver Solstice - (Grammy Award)

### i Brasilien
- 1964 - Rio
- 1964 - The Sound of Ipanema — med Carlos Lyra

### Paul Winter Sextet
- 1961 - The Paul Winter Sextet
- 1962 - Jazz Meets the Bossa Nova
- 1963 - Jazz Premiere: Washington
- 1963 - New Jazz on Campus
- 1963 - Jazz Meets the Folk Song